# Asporça Hatun
Asporça Hatun (turco ottomano: اسپورجہ خاتون; nata Holofira, Olivera o Glafira; Impero bizantino, 1290 ca. – Bursa, dopo il 1362) è stata una nobildonna greco-bizantina, prima moglie legale del sultano ottomano Orhan I.

## Biografia

### Origini
È noto che Asporça Hatun nacque come Holofira (o Olivera o Glafira), una nobildonna greco-bizantina, ma oltre questo i dettagli sulle sue origini non sono noti. 
Voci contemporanee la dicevano una principessa Paleologa, figlia, probabilmente illegittima, dell'imperatore Andronico II o Andronico III (anche se quest'ultimo è impossibile, dal momento che Andronico III nacque nel 1296 e Asporça ebbe un figlio nel 1310), ma la maggior parte degli storici moderni rifiuta questa versione. Viene infatti sovente fatto notare che le principesse bizantine date in sposa ai sovrani mussulmani di norma mantenevano il proprio nome e la propria fede, mentre Asporça prese un nome ottomano e si convertì all'Islam. 
Un'altra tesi è che Asporça fosse la figlia del tekfur bizantino di Bilecik, che nel 1298/1299 fu rapita dagli ottomani e data a Orhan come consorte, ma questa consorte è solitamente identificata con Bayalun Hatun, facendo notare che se la ragazza rapita fosse Asporça, questo vorrebbe dire che il suo primogenito nacque oltre un decennio dopo.

### Matrimonio
Dal momento che uno dei figli di Asporça, l'unico di cui è nota la data di nascita, nacque nel 1310, Asporça sposò Orhan in quell'anno o poco prima, anche se altre fonti datano il matrimonio al 1290 o al 1320. Fu la prima delle sue due mogli legali (l'altra fu Teodora Cantacuzena, nel 1346) e gli diede due figli e due figlie. Era molto stimata da suo suocero, Osman I, che le donò le rendite di numerosi villaggi, fra cui Narlı e Kiyaklı. 
Nel settembre 1323, Asporça sottoscrisse un waqf che assegnava le rendite delle sue terre ai suoi discendenti. Il documento cita come testimone il visir Alaeddin Pasha e come amministratore il figlio maggiore di Asporça, Ibrahim Bey. Il waqf di Asporça è il più antico documento ottomano noto, e insieme al waqf di Orhan dell'anno seguente costituisce una preziosa fonte di informazioni sulla composizione della dinastia ottomana in quel periodo. Nel XVII, una donna di nome Saliha Hatun si presentò alla corte di Bursa, dichiarandosi discendente di Asporça e chiedendo che le venissero corrisposte le rendite garantite dal waqf.

### Morte
Asporça sopravvisse a Orhan, morto nel 1362. Poco dopo, nello stesso anno, suo figlio Ibrahim fu giustiziato per ordine del nuovo sultano Murad I, figlio di Orhan e della concubina Nilüfer Hatun. 
Alla sua morte, fu sepolta a Bursa, nella türbe di Orhan. Tuttavia, le sepolture imperiali di Bursa furono restaurate nel XIX secolo a causa di secoli di terremoti e incendi, e attualmente il sarcofago di Asporça si trova nella türbe di Osman I.

## Discendenza
Da Orhan, ebbe due figli e due figlie:
- Ibrahim Bey (1310-1362, sepolto nella türbe di Osman I). Governatore di Eskişehir, fu giustiziato, per strangolamento, per ordine del fratellastro Murad I.
- Şerefullah Bey.
- Selçuk Hatun. Sposò Süleyman Bey, figlio di Mehmed di Aydin.
- Fatma Hatun. Sepolta nel mausoleo di suo padre a Bursa.

## Cultura popolare
- Nella serie TV turca Kuruluş: Osman, è stata interpretata dall'attrice turca Kayra Zabcı.